# دوغ بيكر (لاعب كرة قدم أمريكية)
دوغ بيكر (بالإنجليزية: Doug Becker)‏ هو لاعب كرة قدم أمريكية أمريكي، ولد في 27 يونيو 1956 في هاملتن في الولايات المتحدة.

## وصلات خارجية
- دوغ بيكر على موقع مرجع كرة القدم المحترفة.كوم (الإنجليزية)